# قایق توپ‌دار توبا
قایق توپ‌دار توبا (به انگلیسی: Japanese gunboat Toba) یک کشتی بود که طول آن ۵۴٫۸۶ متر (۱۸۰٫۰ فوت) بود. این کشتی در سال ۱۹۱۱ ساخته شد.